# Juha Kankkunen
Juha Matti Pellervo Kankkunen (2 de abril de 1959, Laukaa, Finlandia), más conocido como Juha Kankkunen o KKK, es un piloto de rallyes finlandés. Fue campeón del Mundo de Rally en cuatro ocasiones en 1986, 1987, 1991 y 1993, subcampeón en 1992, tercero en 1989, 1990, 1994, y cuarto en 1997, 1998 y 1999.
En el palmarés mundialista de Kankkunen se cuentan 23 victorias, 75 podios y 700 scratches. Su especialidad era la gravilla, y entre sus triunfos se destacan cuatro en el Rally de Australia, tres en el Rally de Finlandia, tres en el Rally de Gran Bretaña, tres en el Rally Safari, dos en el Rally Acrópolis y dos en el Rally de Argentina. Nunca ganó en carreras totalmente de asfalto ni en el Rally de Montecarlo, aunque sí venció dos veces en el Rally de Portugal, de carácter mixto, y en el Rally de Suecia, sobre nieve.
Ha participado en 162 pruebas del mundial, siendo la primera en 1979 en el Rally de Finlandia y la última en el 2010 en la misma prueba (ha participado 22 veces en este rally). Kankkunen ganó los campeonatos de 1986 con Peugeot, 1987 y 1991 con Lancia, y 1993 con Toyota; posteriormente fue piloto oficial de Ford, Subaru y Hyundai. Fue el primer piloto en ganar tres y cuatro títulos mundiales, un récord solo igualado con posterioridad por Tommi Mäkinen en 1999 y luego superado por Sébastien Loeb en 2008. Fue el último piloto que ganó el mundial con un Grupo B y el primero en hacerlo con un Grupo A.
Además, participó también en el Rally Dakar, donde ganó en 1988, y venció en la Carrera de Campeones de 1988 y 1991. Después de su retirada de la competición en 2002, inició su carrera política, como ya hiciera su compatriota y también piloto Ari Vatanen, aunque participó en 2010 en el Rally de Finlandia.

## Trayectoria

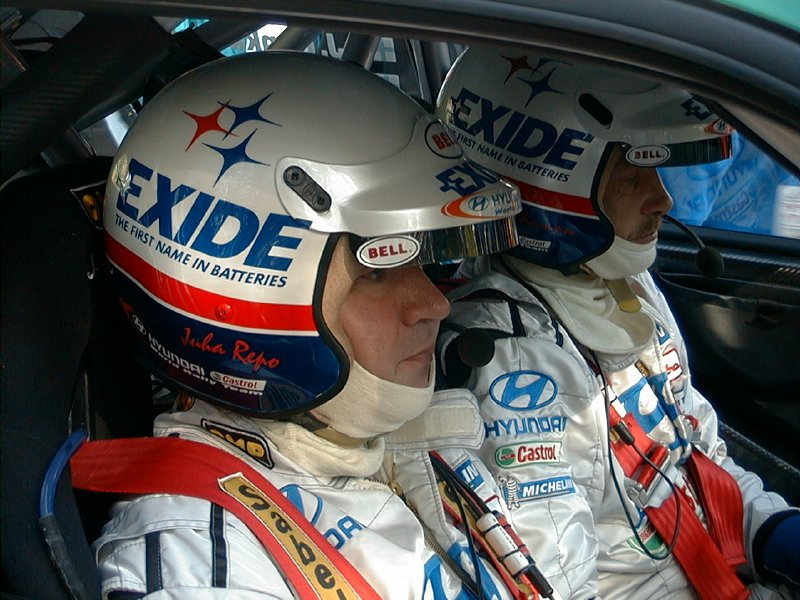
Juha Kankkunen a la derecha.

La primera victoria de las 23 que ha ganado en el Campeonato del Mundo de Rallyes lo logró en 1985, al ganar el Rally Safari de Kenia en su primera participación con un Toyota Celica. Ese año obtuvo otra victoria en el Rally de Costa de Marfil y finalizó quinto en Gran Bretaña.
En 1986, Peugeot contrató a Kankkunen como titular en el Campeonato Mundial de rally para pilotar un Peugeot 205 Turbo 16, en reemplazo del lesionado Ari Vatanen. Consiguió tres victorias y seis podios, por lo que derrotó a Markku Alén en la lucha por el campeonato, en un año marcado por las muertes y la anulación de una prueba que dieron fin a la era del Grupo B.
Ante el retiro de Peugeot, el finlandés pasó al equipo Lancia para la temporada 1987. Con un Lancia Delta del Grupo A, derrotó a sus compañeros de equipo, Miki Biasion y Markku Alén, al obtener dos victorias, cinco podios y el campeonato.
El finlandés dejó Lancia y fichó por Toyota para el campeonato 1988, que iniciaba la transición del Toyota Supra al Toyota Celica. El piloto finalizó solamente una de las seis carreras que disputó. Ese mismo año, ganó el Rally Dakar en la categoría automóviles y terminó segundo en el Pikes Peak International Hill Climb en la clase Unlimited, en ambos casos con un Peugeot 205 Turbo 16 oficial, y ganó la primera edición de la Carrera de Campeones. En 1989, Toyota se puso al nivel de Lancia, por lo cual Kankkunen marcó una victoria y tres podios, aunque terminó tercero por detrás los pilotos de los italianos Biasion y Alex Fiorio de Lancia.
Kankkunen retornó a Lancia en 1990, año en que terminó tercero con una victoria y cinco podios, por detrás de Carlos Sainz de Toyota y Didier Auriol de Lancia. En 1991, el finlandés obtuvo cinco victorias y dos segundos puestos, de modo que obtuvo su tercer título frente a Sainz y Auriol. También ganó por segunda vez la Carrera de Campeones. El piloto acumuló una victoria, seis segundos puestos y dos terceros en 1992, pero las cuatro victorias y ocho podios de Sainz lo relegaron al subcampeonato.
Lancia retiró su equipo oficial del Campeonato Mundial de Rally para 1993. Kankkunen volvió a Toyota para acompañar a Auriol y enfrentar a los Ford de Biasion y François Delecour. El finlandés obtuvo cinco victorias y siete podios, superando así a los franceses para lograr su cuarta corona en el Campeonato Mundial de Rally. En 1994, consiguió una victoria y cinco podios, de modo que resultó tercero en el campeonato por detrás de Auriol y Sainz.
Kankkunen sumó cuatro podios en 1995, pero los pilotos de Toyota fueron descalificados del campeonato por utilizar motores antirreglamentarios. El equipo no pudo disputar la temporada 1996, aunque el finlandés participó en tres carreras con equipos semioficiales Toyota, logrando dos podios.
El piloto quedó sin butaca al iniciar el Campeonato Mundial de Rally 1997, y faltó a las primeras seis carreras. A mitad de año, Ford lo contrató para reemplazar a Armin Schwarz. Logró cinco podios en las ocho pruebas restantes, lo que le bastó para finalizar cuarto en el campeonato. Continuando en Ford en 1998, el finlandés acumuló siete podios pero ninguna victoria, resultando así cuarto por detrás de Tommi Mäkinen de Mitsubishi, Sainz de Toyota y McRae de Subaru.
Kankkunen y McRae intercambiaron de equipo para la temporada 1999. A los mandos de un Subaru Impreza, el finlandés obtuvo sus últimas dos victorias, que sumadas a tres terceros puestos le significaron terminar el año nuevamente en cuarta posición. En 2000 consiguió tres podios y quedó octavo en el campeonato.
Subaru no renovó el contrato de Kankkunen para 2001, de modo que disputó solamente el Rally de Finlandia para el equipo oficial Hyundai. En 2002, acordó participar en todas las carreras de gravilla del Campeonato Mundial de rally con un Hyundai Accent oficial, de las que puntuó en una sola.
En 2007 quedó cuarto en el Premio Nacional de Carretera Caminos del Inca del Perú.
En el 2010 regresa a la competición participando en el Rally de Finlandia con un Ford Focus RS WRC, obteniendo una octava plaza con 51 años de edad y siendo su última participación en el mundial desde el año 2002.
En febrero de 2011 a bordo de un Bentley Continental GTSupersports logró el récord mundial de velocidad sobre hielo al lograr 329,9 km/h en una pista de 5 km en el mar Báltico.
En 2014 participa del Rally Islas Canarias.

## Palmarés

### Títulos
| Año  | Título                        | Vehículo                   |
| 1986 | Campeonato del Mundo de Rally | Peugeot 205 Turbo 16       |
| 1987 | Campeonato del Mundo de Rally | Lancia Delta HF 4WD        |
| 1988 | Rally Dakar                   | Peugeot 205 Turbo 16       |
| 1991 | Campeonato del Mundo de Rally | Lancia Delta Integrale 16V |
| 1993 | Campeonato del Mundo de Rally | Toyota Celica Turbo 4WD    |

### Resultados Campeonato Mundial de Rallyes
| Año  | Equipo                          | Car                        | 1       | 2     | 3       | 4       | 5       | 6       | 7       | 8       | 9       | 10      | 11      | 12      | 13      | 14    | Posición | Puntos |
| ---- | ------------------------------- | -------------------------- | ------- | ----- | ------- | ------- | ------- | ------- | ------- | ------- | ------- | ------- | ------- | ------- | ------- | ----- | -------- | ------ |
| 1979 | Juha Kankkunen                  | Ford Escort RS2000         | MON     | SWE   | POR     | SAF     | GRE     | NZL     | FIN 14  | CAN     | SRE     | COR     | GBR     | CDM     |         |       | -        | 0      |
| 1982 | Juha Kankkunen                  | Opel Manta GT/E            | MON     | SWE   | POR     | SAF     | COR     | GRE     | NZL     | BRA     | FIN Ret | SRE     | CDM     |         |         |       | -        | 0      |
| 1982 | Intereconomics                  | Opel Manta GT/E            |         |       |         |         |         |         |         |         |         |         |         | GBR Ret |         |       | -        | 0      |
| 1983 | Toyota Team Europe              | Toyota Celica TCT          | MON     | SWE   | POR     | SAF     | COR     | GRE     | NZL     | ARG     | FIN 6   |         |         |         |         |       | 19.º     | 10     |
| 1983 | Premoto Toyota                  | Toyota Celica TCT          |         |       |         |         |         |         |         |         |         | SRE     | CIV Ret |         |         |       | 19.º     | 10     |
| 1983 | Toyota Team Great Britain       | Toyota Celica TCT          |         |       |         |         |         |         |         |         |         |         |         | GBR 7   |         |       | 19.º     | 10     |
| 1984 | Toyota Team Europe              | Toyota Celica TCT          | MON     | SWE   | POR Ret | SAF     | COR     | GRE     |         | ARG     | FIN 5   | SRE     | CDM     |         |         |       | 24º      | 8      |
| 1984 | Toyota New Zealand              | Toyota Celica TCT          |         |       |         |         |         |         | NZL Ret |         |         |         |         |         |         |       | 24º      | 8      |
| 1984 | Toyota Team Great Britain       | Toyota Celica TCT          |         |       |         |         |         |         |         |         |         |         |         | GBR Ret |         |       | 24º      | 8      |
| 1985 | Westland Motors                 | Toyota Celica TCT          |         |       |         | KEN 1   |         |         |         |         |         |         |         |         |         |       | 5.º      | 48     |
| 1985 | Toyota New Zealand              | Toyota Celica TCT          |         |       |         |         |         |         | NZL Ret |         |         |         |         |         |         |       | 5.º      | 48     |
| 1985 | Toyota Team Europe              | Toyota Celica TCT          |         |       |         |         |         |         |         |         | FIN Ret |         |         | GBR 5   |         |       | 5.º      | 48     |
| 1985 | Premoto Toyota                  | Toyota Celica TCT          |         |       |         |         |         |         |         |         |         |         | CIV 1   |         |         |       | 5.º      | 48     |
| 1986 | Peugeot Talbot Sport            | Peugeot 205 Turbo 16 E2    | MON 5   | SWE 1 | POR Ret | KEN 5   | COR     | GRE 1   | NZL 1   | ARG Ret | FIN 2   | CDM     | ITA Ret | GBR 3   | USA 2   |       | 1º       | 118    |
| 1987 | Martini Lancia                  | Lancia Delta HF 4WD        | MON 2   | SWE 3 | POR 4   | SAF     | COR     | GRE 2   | USA 1   | NZL     | ARG     | FIN 5   | CDM     | SRE     | GBR 1   |       | 1º       | 100    |
| 1988 | Toyota Team Europe              | Toyota Supra Turbo         | MON     | SWE   | POR     | SAF 5   |         |         |         |         |         |         |         |         |         |       | 37.º     | 8      |
| 1988 | Toyota Team Europe              | Toyota Celica GT-Four      |         |       |         |         | COR Ret | GRE Ret | USA     | NZL     | ARG     | FIN Ret | CDM     | SRE Ret | GBR     |       | 37.º     | 8      |
| 1989 | Toyota Team Europe              | Toyota Celica GT-Four      | SWE     | MON 5 | POR Ret | SAF     | COR 3   | GRE Ret | NZL     | ARG     | FIN Ret | AUS 1   | SRM 5   | CDM     | GBR 3   |       | 3º       | 60     |
| 1990 | Martini Lancia                  | Lancia Delta Integrale 16V | MON Ret | POR 3 | KEN 2   | COR     | GRE 2   | NZL     | ARG Ret | FIN 5   | AUS 1   | ITA 2   | CDM     | GBR Ret |         |       | 3º       | 85     |
| 1991 | Martini Lancia                  | Lancia Delta Integrale 16V | MON 5   | SWE   | POR 4   | KEN 1   | COR     | GRE 1   | NZL 2   | ARG 4   | FIN 1   | AUS 1   | ITA Ret | CDM     | ESP 2   | GBR 1 | 1º       | 150    |
| 1992 | Martini Racing                  | Lancia Delta HF Integrale  | MON 3   | SWE   | POR 1   | KEN 2   | COR     | GRE 2   | NZL     | ARG     | FIN 2   | AUS 2   | ITA 2   | CDM     | ESP 2   | GBR 3 | 2º       | 134    |
| 1993 | Toyota Castrol Team             | Toyota Celica Turbo 4WD    | MON 5   | SWE 2 | POR     | KEN 1   | COR     | GRE Ret | ARG 1   | NZL 5   | FIN 1   | AUS 1   | SRM     | ESP 3   | GBR 1   |       | 1º       | 135    |
| 1994 | Toyota Castrol Team             | Toyota Celica Turbo 4WD    | MON 2   | POR 1 | KEN Ret | FRA 4   | GRE 3   | ARG Ret | NZL 2   | FIN 9   |         |         |         |         |         |       | 3º       | 93     |
| 1994 | Toyota Castrol Team             | Toyota Celica GT-Four      |         |       |         |         |         |         |         |         | ITA 7   | GBR 2   |         |         |         |       | 3º       | 93     |
| 1995 | Toyota Castrol Team             | Toyota Celica GT-Four      | MON 3   | SWE 4 | POR 2   | FRA 10  | NZL 3   | AUS 3   | ESP Ret | GBR     |         |         |         |         |         |       | DSQ      | 62     |
| 1996 | Toyota Castrol Team Sweden      | Toyota Celica GT-Four      | SWE 4   | SAF   |         |         |         |         |         |         |         |         |         |         |         |       | 7.º      | 37     |
| 1996 | Toyota Team Australia           | Toyota Celica GT-Four      |         |       | IDN 3   | GRE     | ARG     |         |         |         |         |         |         |         |         |       | 7.º      | 37     |
| 1996 | Team Toyota Castrol Finland     | Toyota Celica GT-Four      |         |       |         |         |         | FIN 2   | AUS     | SRM     | ESP     |         |         |         |         |       | 7.º      | 37     |
| 1997 | Ford Motor Co                   | Ford Escort WRC            | MON     | SWE   | SAF     | POR     | ESP     | COR     | ARG Ret | GRE 2   | NZL 3   | FIN 2   | IDN 2   | ITA 6   | AUS Ret | GBR 2 | 4.º      | 29     |
| 1998 | Ford Motor Co                   | Ford Escort WRC            | MON 2   | SWE 3 | KEN 2   | POR 7   | ESP Ret | FRA 9   | ARG 3   | GRC 3   | NZL 4   | FIN 3   | ITA Ret | AUS 5   | GBR 2   |       | 4.º      | 39     |
| 1999 | Subaru World Rally Team         | Subaru Impreza WRC99       | MON 2   | SWE 6 | KEN Ret | POR Ret | ESP 6   | FRA     | ARG 1   | GRE Ret | NZL 2   | FIN 1   | CHN 4   | ITA 6   | AUS Ret | GBR 2 | 4.º      | 44     |
| 2000 | Subaru World Rally Team         | Subaru Impreza WRC99       | MON 3   | SWE 6 | KEN 2   |         |         |         |         |         |         |         |         |         |         |       | 8.º      | 20     |
| 2000 | Subaru World Rally Team         | Subaru Impreza WRC2000     |         |       |         | POR Ret | ESP Ret | ARG 4   | GRE 3   | NZL Ret | FIN 8   | CYP 7   | FRA     | ITA     | AUS Ret | GBR 5 | 8.º      | 20     |
| 2001 | Hyundai Castrol WRT             | Hyundai Accent WRC2        | MON     | SWE   | POR     | ESP     | ARG     | CHI     | GRE     | SAF     | FIN Ret | NZL     | SRM     | COR     | AUS     | GBR   | -        | 0      |
| 2002 | Hyundai Castrol WRT             | Hyundai Accent WRC2        | MON     | SWE 8 |         |         |         |         |         |         |         |         |         |         |         |       | 14.º     | 2      |
| 2002 | Hyundai Castrol WRT             | Hyundai Accent WRC3        |         |       | COR     | ESP     | CYP Ret | ARG 7   | GRC Ret | KEN 8   | FIN Ret | GER     | ITA     | NZL 5   | AUS Ret | GBR 9 | 14.º     | 2      |
| 2010 | Stobart M-Sport Ford Rally Team | Ford Focus WRC             | SWE     | MEX   | JOR     | TUR     | NZL     | POR     | BUL     | FIN 8   | DEU     | JPN     | FRA     | ESP     | GBR     |       | 16.º     | 4      |

| Predecesor: Timo Salonen | Campeón Mundial de Rally 1986-1987 | Sucesor: Miki Biasion  |
| Predecesor: Carlos Sainz | Campeón Mundial de Rally 1991      | Sucesor: Carlos Sainz  |
| Predecesor: Carlos Sainz | Campeón Mundial de Rally 1993      | Sucesor: Didier Auriol |

### Rally Dakar
| Año     | Categoría | Vehículo                  | Posición | Etapas |
| ------- | --------- | ------------------------- | -------- | ------ |
| 1988    | Coches    | Peugeot 205 Turbo 16      | 1.º      | 1      |
| 2005    | Coches    | Volkswagen Race Touareg 2 | Ret.     | -      |
| Fuente: |           |                           |          |        |